# Friginatica beddomei
Friginatica beddomei is een slakkensoort uit de familie van de Naticidae. De wetenschappelijke naam van de soort is voor het eerst geldig gepubliceerd in 1885 door Johnston.